# 南省峴駅
南省峴駅（ナムソンヒョンえき）は、大韓民国慶尚北道清道郡華陽邑茶路里にある、韓国鉄道公社（KORAIL）京釜線の駅。2008年12月1日現在、ムグンファ号が朝夕に2往復停車している。
南省峴駅は今の華陽邑松金里、省峴トンネルの前に位置しているが、初めは小さい簡易駅の程度で今も鉄道丘が残っている旧鉄道の位置にあった。複線化工事で現在地に移り建てている。

## 駅構造
島式ホーム2面4線を有する地上駅。各ホームと駅舎とは構内踏切で連絡している。

### のりば
- のりばの番号は設定されていない。また、ホームに行き先を示す看板は設置されていない。

| 上り | 京釜線 | 東大邱・金泉・大田・ソウル方面 |
| 下り | 京釜線 | 清道・密陽・亀浦・釜山方面     |

## 駅周辺
- 三新里保険診療所
- 薬師庵
- 大韓仏教真覚宗金剛修道院
- 南省峴初等学校

## 歴史
- 1919年8月1日 - 信号所として開業。
- 1923年5月15日 - 普通駅に格上げ。
- 1943年6月1日 - 京釜線複線化につき駅舎移転。
- 2003年8月 - 現在の駅舎新築竣工。

## 隣の駅
韓国鉄道公社
京釜線
ITX-セマウル
通過
ムグンファ号
慶山駅 - 南省峴駅 - 清道駅